# Stall (Austria)
Stall – gmina w Austrii, w kraju związkowym Karyntia, w powiecie Spittal an der Drau. Według Austriackiego Urzędu Statystycznego liczyła 1610 mieszkańców (1 stycznia 2015 roku).